# دوسلیک
دوسلیک (انگلیسی: Duslyk) یک شهرک در شهرستان تویمازینسکی استان باشقیرستان کشور روسیه است.